# Rue Gounod (Lille)
Pour les articles homonymes, voir Rue Gounod.
La rue Gounod est une rue de Lille, dans le Nord, en France.

## Situation et accès
Il s'agit de l'une des rues du quartier Saint-Maurice Pellevoisin qui part de l’artère principale du quartier, la rue du Faubourg-de-Roubaix, et se termine rue Véronèse qui fait partie du même lotissement.

## Toponymie
Son nom rend hommage au compositeur Charles Gounod.

## Historique
La rue est un lotissement de terrains agricoles acquis en 1895 par Madame Bonduelle-Lesaffre.
Le règlement fixé pour ce lotissement le long d’une avenue initialement nommée « Beau Séjour », puis  rues Gounod et Véronèse lors de leur intégration dans la voirie municipale, précise les dimensions de 16 mètres entre les façades, avec autorisations de portiques, marquises et constructions légères, un maximum d’un mètre pour les saillies. Les acquéreurs des maisons devront établir un jardinet devant la façade. La chaussée large de 6 mètres est bordée de trottoirs de chacun 2 mètres.

## Description

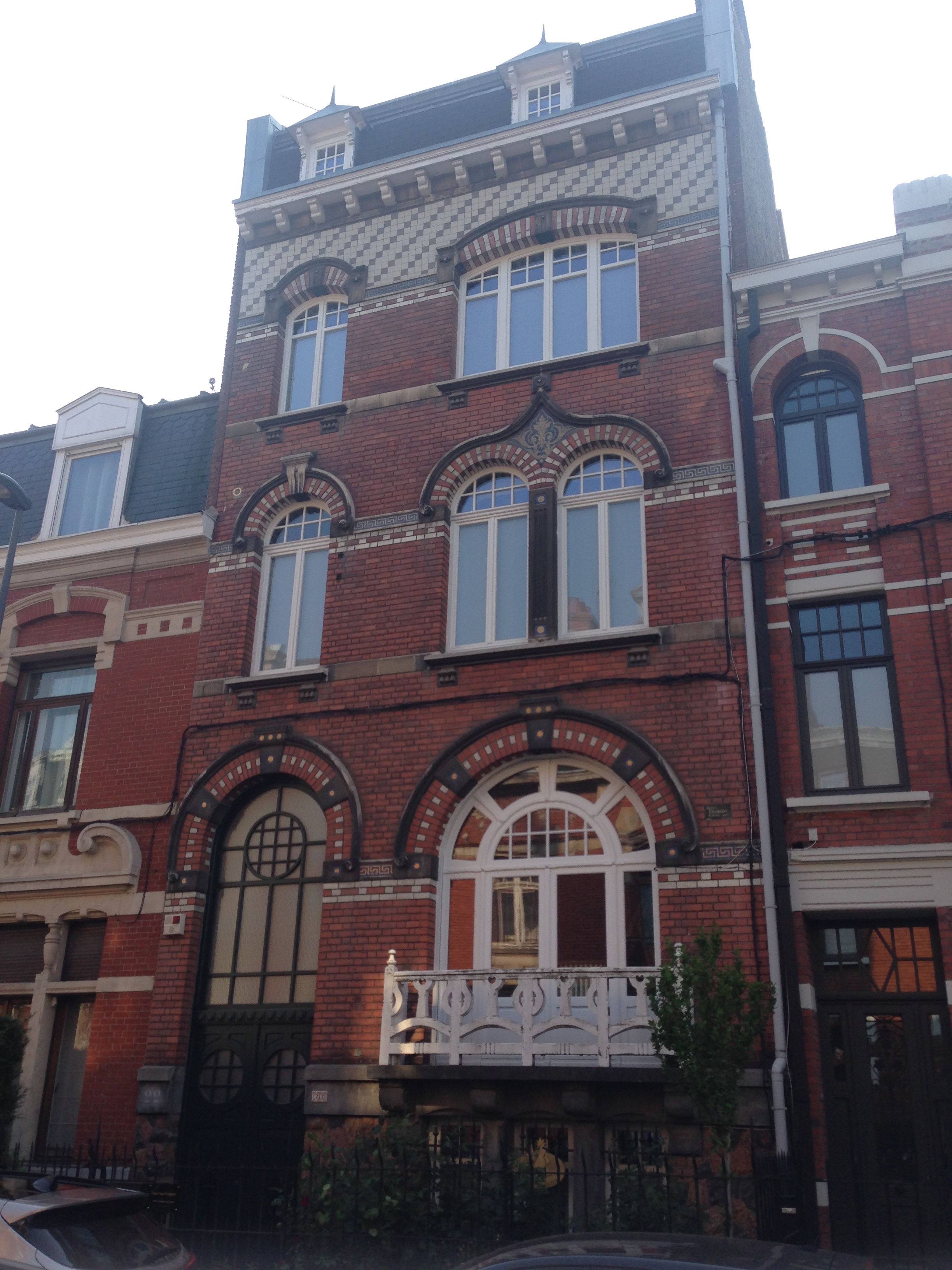
Le 22 rue Gounod

Les maisons, de style éclectique, sont construites de 1903 à 1911, la plupart par l’architecte Armand Lemay chargé par la propriétaire du lotissement de contrôler le dessin des façades et de dessiner la clôture du jardinet sur rue.
La plupart des maisons sont une hybridation des styles Art nouveau et néo-flamand, quelques avec des notes romanes ou mauresques.
L'architecte Georges Dehaudt a construit la maison du numéro 22.